# 苗勒管发育不全
苗勒管发育不全（英語：Müllerian agenesis），又稱MRKH症候群（Mayer-Rokitansky-Küster-Hauser syndrome），取名于奥格斯特·佛列斯·杰斯佛·卡尔·苗勒、卡尔·冯·罗基坦斯基、赫尔曼·卡斯特和G.A.豪泽這四位醫學家，是一类由苗勒管发育过程中变异而出现的先天性畸形，它导致子宫丧失、阴道上部发育不全。在15%原发性病因闭经病症是苗勒管发育不全引发，包括子宫、宫颈和/或阴道缺失。

## 体征和症状
苗勒管发育不全的患者激素正常，这意味着他们将有第二性徵，包括乳房发育和肾上腺功能初现（阴毛）。染色体位置为46,XX。卵巢完整、排卵通常发生。通常情况下，阴道缩短，性交在某些情况下是困难和痛苦的。由妇科超声检查中，能够观察到一个完整的或部分缺失的宫颈、子宫和阴道。
如果没有子宫，患者将无法怀孕。但是，他们可以通过体外受精（IVF）和代孕实现生殖目的。对于子宫移植的治疗尚处于起步阶段。
苗勒管发育不全患者在青春期时，月经周期并未能启动（原发性闭经）。此外，一些症状往往通过其他条件的手术能够在早期发现，比如疝。

## 分类
- 典型苗勒管发育不全（MRKH） - 孤立性子宫阴道发育缺陷（英语：aplasia）/发育不全
  - 64%患者
- 非典型勒管发育不全–子宫阴道发育缺陷（英语：aplasia）/发育不全并伴有肾畸形，或者子宫阴道发育缺陷（英语：aplasia）/发育不全并伴有卵巢功能障碍
  - 24%患者
- 苗勒管发育不全综合征 –子宫阴道发育缺陷（英语：aplasia）/发育不全并伴有肾畸形、骨骼畸形和心脏畸形
  - 12%的患者[3]

## 病因

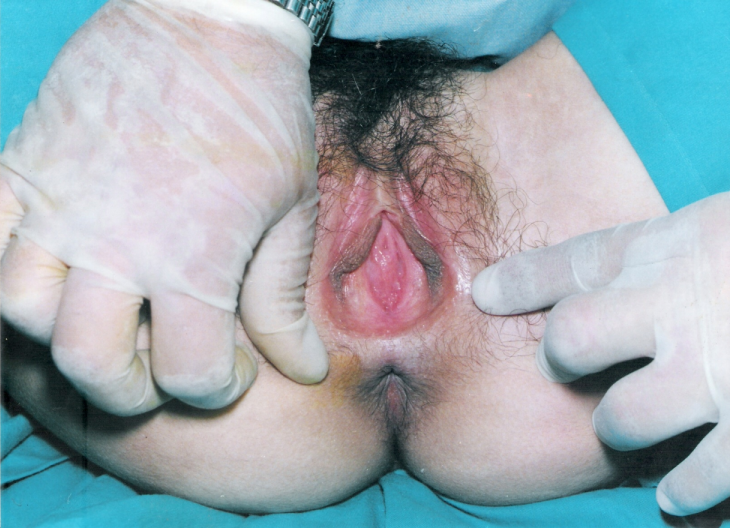
图为苗勒管发育不全患者，表现出阴道发育不全

基因WNT4已经清楚地解释了这种体征的典型版本。基因变异导致亮氨酸取代了此前位于12位氨基酸的脯氨酸残基。它锐减了核级量的β蛋白。此外，它消除了类固醇合成酶3β-11-羟基类固醇脱氢酶（3β-hydroxysteriod dehydrogenase）和17α羟化酶（17α-hydroxylase）的抑制。因此，在缺乏WNT4基因蛋白，苗勒管只能呈现变形或者消失。女性的生殖器官，如宫颈、输卵管、卵巢和阴道组织，均受此影响。
一项报道称此疾患与17号染色体（17q12）的缺失突变有关。LHX1基因位于该区域，并可能是此类并增的原因之一。

## 患病率
患病率预估为每12000名女性XX染色体中有一例变异症状。 希腊王后阿玛利亚在去世后被发现有此症状，她未能给丈夫奥托一世增添子嗣，导致政权被推翻。

## 治疗
人造一个功能性阴道已经被多种治疗方法所证实，然而对于子宫缺乏的情况，手术仍然无法实现怀孕。标准的方法是通过使用阴道扩张器和/或手术移植人造阴道，实现插入式性交。在麦恩道氏过程（麦恩道氏再造阴道之整型术）中，皮肤移植被运用于人工阴道成型。在手术后，仍要防止阴道血管狭窄。维奇耶堤氏阴道成形术已经实现病人可以具备正常功能的阴道。在维奇耶堤氏手术过程中，通过腹腔镜手术进入腹部和肚脐，安置一个称为“橄榄树”的小型塑膠装置，呈螺纹状对应阴道区域，并以螺旋状嵌入阴道皮肤。这些螺纹连接一个牵引装置。手术时间约45分钟，牵引装置保持日常牵引，使得“橄榄拉”能够向内延伸阴道约1厘米/天，创造了一个约7厘米深度的阴道。另一种方法，是通过结肠腹腔镜手术，结合自体干细胞移植技术，切除一个乙状结肠；报告称其可以被移植为一个良好的功能性阴道。
在一些苗勒管发育不全病例中，子宫移植也被采用，但是手术仍然处于试验阶段。因为卵巢存在，患者可以通过体外受精以及胚胎移植到一个妊娠载体。一些患者会选择领养。在2014年10月，一位36岁的瑞典妇女成为移植子宫并成功生育健康孩子的首位患者。她天生没有子宫，但有正常功能的卵巢。她和孩子父亲通过体外受精，产生11个胚胎，然后冷冻。哥德堡大学的医生通过子宫移植，供体是一个61岁的朋友。在移植一年后，这些冷冻胚胎中的一个开始发育。在31周母亲出现子痫前期症状后，小男孩早产出身。
前沿研究有一些实验室培育结构，其不受非阴道组织的并发症影响，仍然通过人体自身的细胞作为源语资源。最近的工程型阴道技术可以使用患者自身细胞，生产出完成结构的功能性阴道，实现月经和性高潮。

## MRKH患者
- 艾斯特·莫里斯·莱道夫（英语：Esther Morris Leidolf），医疗社会学家，间性人活动家。
- 杰奎琳·舒尔茨（英语：Jaclyn Schultz）[19]
- 据推测，希腊王后阿玛利亚患有MRKH[20]。
- 黄瑜娴

## 外部阅读

### 书籍
- Mayer, A. F. J. C. . Berlin: G. Reimer. 1829  [2022-04-05]. OCLC 15637742. （原始内容存档于2022-04-05） （德语）.
- Rokitansky K: Über die sogenannten Verdoppelungen des Uterus. Med Jahrb Ost Staat 1838; 26:39-77.
- Küster H: Uterus bipartitus solidus rudimentarius cum vagina solida. Z Geb Gyn 1910; 67:692.
- Hauser, G. A.; Schreiner, W. E. . Schweizerische Medizinische Wochenschrift. 1961-03-25, 91: 381–384  [2022-04-05]. ISSN 0036-7672. PMID 13712324. （原始内容存档于2022-04-05）.

### 其他
- Morcel, Karine; Camborieux, Laure; Programme de Recherches sur les Aplasies Müllériennes (PRAM); Guerrier, Daniel. . Orphanet Journal of Rare Diseases. 2007-12, 2 (1): 13  [2022-04-05]. ISSN 1750-1172. PMC 1832178 . PMID 17359527. doi:10.1186/1750-1172-2-13. （原始内容存档于2022-06-18） （英语）.
- Varner, R. E.; Younger, J. B.; Blackwell, R. E. . The Journal of Reproductive Medicine. 1985-06, 30 (6): 443–450  [2022-04-05]. ISSN 0024-7758. PMID 4020785. （原始内容存档于2022-04-05）.